# Rhopalosomatidae
Rhopalosomatidae — родина перетинчастокрилих комах. Включає 68 видів, що поширені у тропічних та субтропічних регіонах.

## Опис
Дорослі комахи зовні схожі на мурах з крилами або без них. Комахи жовтого або коричневого забарвлення. Види з крилами ведуть нічний спосіб життя, безкрилі види активні цілодобово.
Личинки є ектопаразитами цвіркунів (Grylloidea). Живуть у закритій, мішкоподібній структурі на зовнішній стороні свого господаря.

## Роди
Родина включає 4 сучасних та 4 викопних роди:
- Eorhopalosoma † Engel, 2008
- Liosphex Townes, 1977
- Mesorhopalosoma † Darling, 1990
- Olixon Cameron, 1887
- Paleorhopalosoma † Nel, Azar & Hervet, 2010
- Paniscomima Enderlein, 1904
- Propalosoma † Dlussky & Rasnitsyn, 1999
- Rhopalosoma Cresson, 1865